# چکاوک هدهدی
چَکاوَک هُدهُدی یا شبان‌فریب (نام علمی: Alaemon alaudipes) پرندهای دانه‌خوار و حشره‌خوار با منقاری بلند و خمیده، دشتی و بومی، به‌ویژه در مناطق نیمه‌بیابانی که مملو از درختچه‌است و تلماسه‌ها، و احیاناً در تلماسه‌های ساحلی، و دره‌های کوهستانی و مناطق باز و سنگلاخی دیده می‌شود. شبان‌فریب اندکی از چکاوک بزرگ‌تر است. این پرنده در فصل‌های مختلف در دشت و صحراهای ایران زیاد دیده می‌شود. عموماً پرنده‌ای بومی است و در قطر و سایر مناطق شبه جزیره عربستان نیز وجود دارد.
در برهان قاطع در وصف این پرنده آمده‌است که: «گویند چنان بر روی زمین نشیند که هرکس او را ببیند پندارد که قوت برخاستن و پریدن ندارد و همین که پیش او روند برخاسته اندک راهی پرواز کند و باز بنشیند.» در فرهنگ انجمن‌آرا دربارهٔ این پرنده نوشته شده‌است که «مرغی است که صفیر بسیار زند و شبیه به باشه (بازهای کوچک) است چون بر زمین نشیند چنان نماید که قوت برخاستن و پریدن نیارد چون شبان یا دیگری نزدیک او رود برخیزد و اندک دورتر رود و نشیند و هر چند بیشتر روند او همچنین کند و از این روی بدین نام معروف شده‌است و آن را به بیغو شکار کنند. شُبان فریو؛ و شُبان فریوک نیز گویند.».
به گفته زمخشری: «مکاء صفیری باشد بر لحن مرغی سفید که به حجاز باشد آن را مکاء گویند و به پارسی آن را شبان‌فریب می‌گویند.»
در مناطق مرکزی ایران به آن «ابله دوون» می‌گویند که به معنی پرنده‌ای است که ابلهان را به دویدن (برای گرفتن آن) می‌دارد.

## ویژگی‌ها
طول تقریبی شبان‌فریب ۲۰ سانتیمتری است با بدنی نسبتاً لاغر، سطح پشتی شبان‌فریب به رنگ خاکی مایل به خرمایی با لکه‌های سیاه، باکناره‌های سیاه که شهپرهای آن رفته رفته از وسط به کنار کوتاهتر است.
در کنار گردنش لکه‌ای مرکب از رگه‌های سفید وسیاه تو هم است. قسمت زیر بدنش مایل به سفید و پر زیر دمش به رنگ سیاه‌است. منقاری دراز وکمی خمیده، وطول منقارش ۴ سانتیمتر می‌باشد. بالهایش مانند بالهای هدهد مخطط سیاه وسفید و پاهایش بلند است. از منقارش برای حفر در زمین برای ایجاد لانه، وکسب غذا استفاده می‌کند.

## پرنده نر
پرنده نر آوازی کشیده مانند صدای (نای) از خود صادر می‌کند، به هدف اینکه توجه پرنده ماده به خود جلب کند. در ارتفاع ۲۰ متری پرواز می‌کند، هنگام پرواز با بال‌های باز و کشیده اش حرکاتی بندبازانه ایجاد می‌کند و به سرعت از بالای به سوی زمین می‌آید، بالهایش هنگام پرواز به ۴۱ سانتیمتر می‌رسد. در تلماسه‌ها بیشتر دویدن به پرواز ترجیح می‌دهد. پاهای بلندش به وی کمک می‌کند که شکمش به ریگ گرم صحرا نخورد، چون این پرنده در تلماسه می‌دود، و باز می‌ایستد و به پرامون خود نگاه می‌کند، و دوباره به دویدن ادامه می‌دهد.

## موسم تخم‌گذاری
موسم تخم‌گذاری و جفت‌گیری شبان‌فریب معمولاً از پایان فصل بهار و اعتدال بهاری آغاز می‌شود و تا اواخر پاییز ادامه دارد. پرنده ماده از ۲ تا ۳ تخم می‌گذارد، مدت یک هفته روی تخمها می‌خوابد سپس جوجه‌ها از تخم بیرون می‌آیند. تا مدت ۴ روز توانایی بینایی ندارند. اگر احساس خطر کرد، ویا عابری به لانه‌اش نزدیک شد، از لانه بیرون می‌جهد برای حفاظت از لانه وجوجه‌های و به مسافت کوتاهی جلو آن شخض عابر می‌دود و توجه عابر به خود جلب می‌کند، و بدین گونه آن را از لانه دور می‌سازد.

## فهرست منابع و مآخذ
- دکتر:، العلوی، هادی، «(عالم الطیور والحیوانات) »، دارالعودة، بیروت، لبنان، چاپ پنجم سال ۱۹۹۸ میلادی به (عربی).
- عطاءالله، سمیر، (موسوعة المعلومات العامة) . دار عطاءالله للنشر والتوزیع، بیروت، لبنان، چاپ هشتم، سال انتشار ۱۹۸۴ میلادی به (عربی).
- "منبع جعبه‌زیست" (به انگلیسی). ویکی‌پدیای انگلیسی. Retrieved 18 November 2008.